# Maidstone
Maidstone je glavno mesto grofije Kent v Angliji. Leži 51 km  jugovzhodno od Londona. Skozi center mesta teče reka Medway, ki kraj povezuje z mestom Rochester in Temzinim izlivom v morje. V toku zgodovine so reko uporavljali za transport. Bila je tudi vir zaslužka za trgovce. Kraj Maidstone je bil središče kmetijstva grofije Kent, ki jo imenujejo tudi Vrt Anglije. Na območju mesta so našli ostanke naselij iz časa pred kameno dobo. 
Leta 2001 je v mestu živelo 138.959 ljudi. Gospodarstvo mesta Maidstone se je v preteklih letih spremenilo: nekoč je bila v središču predvsem težka industrija; zdaj prevladujejo ostala industrija in storitvene dejavnosti.